# Municipio de Los Reyes de Juárez
El municipio de Los Reyes de Juárez es un municipio del estado de Puebla, México. El glifo de su fundación está representada por una cebolla y un comal, que significa: “En el comal de las cebollas”; anteriormente se le conocía como "Xonaca Comac" que son dos palabras nahuas que significan "xonaca": cebolla y "comac": comal. Su cabecera es la localidad de Los Reyes de Juárez.
Al igual que otras regiones se caracteriza por tejer Ixtle, su gastronomía típica que conserva es el mole poblano, tamales, conservas de tejocote y el pulque.

## Historia
Existen cuevas, algunas muy extensas, que fueron moradas de familias que posiblemente vivieron en este lugar en el año 3000 a. C.
La población cercana a las cuevas se denomina Comac. Los archivos municipales se inician en 1754; en 1770 se terminó la construcción de la Iglesia de los Reyes.
Los documentos fechados en el año ((1800)) tienen el nombre de los Reyes Comac; en el año ((1895)) dejó de pertenecer a TEPEACA; en 1900 se le conocía como Los Reyes Xocaca Comac. El 9 de septiembre de 1936 se erige como municipio libre y toma su nombre en honor al presidente Benito Juárez quien acampó en este lugar por los años sesenta. La cabecera municipal es la población de los Reyes de Juárez.
El 6 de enero es la fiesta patronal así como también el 6 de agosto, en que se hacen fiestas populares con jaripeos, palenques y bailes populares.

## Geografía
El municipio de los Reyes de Juárez se localiza en la parte central del estado de Puebla, sus coordenadas geográficas son:

Paralelos 18º 55´ 36" y 19º 01´ 06" de latitud norte
 Meridianos 97º 47´ 54" y 97º 52´ 06" de longitud occidental.

Sus colindancias son: al norte con Tepeaca, al sur con Cuapiaxtla de Madero, al este con San Salvador Huixcolotla y Acatzingo y al oeste con Tepeaca.

### Extensión
El municipio tiene una extensión de 30.55 kilómetros cuadrados que lo ubican en el lugar 192 con respecto a los demás municipios.

### Orografía
La orografía se refiere tanto a las elevaciones que puedan existir en una zona en particular (región, país, etc.) como a la descripción de ellas que realiza la geomorfología.

El municipio se localiza en el Valle de Tepeaca, planicie que se extiende al centro de la meseta poblana y que se caracteriza por su suelo eminentemente calizo y por sus yacimientos de mármol. El relieve es plano, presentando un ligero declive en dirección norte-sur.

### Hidrografía
La hidrografía consiste en la descripción y el estudio sistemático de los cuerpos de agua planetarios. Por su campo de estudio, la hidrografía se vincula con otras ciencias, en particular con la geología, la hidrología y la climatología.

Su territorio no cuenta con corrientes superficiales, ni siquiera arroyos o canales de riego, se localiza sin embargo, tiene un sistema de regadío del Valle de Tepeaca.

### Clima
El municipio se ubica dentro de la zona de clima templado de los Valles de Tepeaca y de Puebla. El clima templado es subhúmedo con lluvias en verano (Transcripción Cf).

### Suelo
En esta región se identifican dos grupos de suelos:
- Feozem: Ocupa una franja reducida al noroeste.

- Cambisol: Es el suelo predominante en el municipio.[4]

## Ecosistema

### Flora
La flora de la región consiste en bosques de ocote y encino en el ejido de los Reyes. Los cultivos causa de la agricultura no se pueden clasificar como flora , ya que no son residentes naturales de la región.

### Fauna
Hay registros de que el conejo de campo, tlacuache, liebre, armadillo y víboras son residentes naturales de esta zona.

## Caracterización del ayuntamiento
El ayuntamiento del municipio actualmente (2014-2018) se divide en:
- 1 Presidente Municipal

- 1 Síndico

- 6 Regidores de mayoría relativa.

- 1 Regidores de representación proporcional.

Y cuenta con comisiones de:
- Gobernación.

- Hacienda.

- Industria y Comercio.

- Salubridad.

- Educación.

- Parque y Jardines.

- Obras Públicas.

### Autoridades Auxiliares
El municipio cuenta con 5 juntas auxiliares: Santiago Acozac, Vicente guerrero, San Juan Acozac, Benito Juárez, Buena Vista de Juárez y la Concordia.
Se integra por un presidente auxiliar municipal y 4 regiones electos popularmente por los habitantes de la comunidad, por un período de 3 años; designándose en plebiscito el último domingo del mes de marzo del año que corresponda, para tomar posesión el 15 de abril del mismo año.
Son auxiliares de la administración municipal y están sujetos al ayuntamiento.

### Regionalización Política
El municipio pertenece a la región socioeconómica número 7 con cabecera en Tehuacán, al Distrito Local Electoral 17 con cabecera en Tecamachalco y al Distrito Federal Electoral 7 con cabecera en Tepeaca.
Además pertenece a la Jurisdicción Sanitaria (SS) 09 con sede en Tepexi de Rodríguez y a la Corde Educativa (SEP) 09 y al Distrito Judicial 15 ambos con sede en Tepeaca.

## Gobiernos municipales
| Gobernantes                      | Gobernantes         | Gobernantes                          | Gobernantes | Gobernantes |
| Nombre                           | Años                | Partido                              | Escudo      | Notas |
| -------------------------------- | ------------------- | ------------------------------------ | ----------- | --- |
| Benjamín García Machorro         | 1945-1948           |                                      |             | |
| Pedro Justo Martínez Rosales     | 1948-1951           |                                      |             | |
| Blas Chávez Ramos                | 1951-1954           |                                      |             | |
| Otilio Rosas Ruiz                | 1954-1957           |                                      |             | Durante su gestión se comenzaron las obras de electrificación de la cabecera municipal. |
| Eugenio Jacobo Marín             | 1957-1960           |                                      |             | |
| Ranulfo Rosas Ruiz               | 1960-1963           |                                      |             | |
| Martín Ruiz Machorro             | 1963-1966           |                                      |             | |
| Ezequiel Ponce Machorro          | 1966-1969           |                                      |             | |
| Rosaliano Amado Pérez            | 1969-1972           |                                      |             | |
| Abel Robles Ponce                | Interino 1970       |                                      |             | |
| Arnulfo Ruiz Blas                | 1972-1975           | Partido Acción Nacional              |             | |
| Ricardo Rojas Martínez           | 1975-1978           |                                      |             | |
| Arnulfo Jacobo Rosas             | 1978-1979           |                                      |             | |
| Laurencio Ramos Ramos            | 1979-1981           |                                      |             | |
| Erasmo Piñas Ponce               | 1981-1984           |                                      |             | |
| Raúl Ponce Rosas                 | 1984-1987           |                                      |             | |
| Ricardo Rojas Rojas              | 1987-1990           |                                      |             | |
| Rosaliano Alfonso Zárate Velazco | 1990-1993           |                                      |             | |
| Blas Lorenzo Chávez Rosas        | 1993-1995           |                                      |             | Mandato no concluido. |
| Joel Arenas Rojas                | 1995-1996           |                                      |             | Presidente interino. |
| Fernando Rosas Cebada            | 1996-1999           | Partido Revolucionario Institucional |             | Fue auditado por la Auditoría Superior del Estado de Puebla por varias irregularidades |
| Albino Machorro Tamayo           | 1999-2002           | Partido Revolucionario Institucional |             | - Es investigado por irregularidades en el manejo de más de un millón 400 mil pesos que le fueron entregados durante septiembre y diciembre de 2000 para obras del municipio. - Fue auditado por la Auditoría Superior del Estado de Puebla por varias irregularidades |
| Martín Contreras Machorro        | 2002                |                                      |             | Mandato no concluido. |
| Eliseo Machorro Rojas            | 2002-2005           | Partido Revolucionario Institucional |             | Fue auditado por la Auditoría Superior del Estado de Puebla por varias irregularidades y su caso pudo proceder tras haberse encontrado culpable, entre ellas desvío de recursos del municipio. |
| Juan Othón Machorro Huerta       | 2005-2008           | Partido Revolucionario Institucional |             | Fue auditado por la Auditoría Superior del Estado de Puebla por varias irregularidades |
| Absalon Juvencio Ramos Fuentes   | 2008-2011           | Partido Revolucionario Institucional |             | - Fue auditado por la Auditoría Superior del Estado de Puebla por varias irregularidades - Tuvo polémicas ya que fue acusado de querer hacer fraude electoral para dejar la presidencia del municipio a familiares. |
| Manuel Herrera Ponce             | 2011-2014 2018-2024 | Partido Acción Nacional              |             | - Fue auditado por la Auditoría Superior del Estado de Puebla por varias irregularidades - Hubo una denuncia penal en su contra por los delitos de daño en propiedad ajena, despojo y lesiones, luego de que personal del ayuntamiento destruyó los linderos de su propiedad. - Tuvo otra denuncia penal por parte de la Auditoría Superior de la Federación ante la Procuraduría General de la República por una malversación de más de 4 millones de pesos por obras no concluidas en el municipio. - Tuvo varias polémicas durante su mandato con Aduanas, Secretaría de Hacienda, la STC, entre varias otras. |
| Rafael Ramos Bautista            | 2014-2018           | Partido Revolucionario Institucional |             | - Acusaciones de fraude electoral. |
| Alfonso Vélez Merino             | 2024-               |                                      |             | |

## Personajes ilustres
Aarón Merino Fernández - Gobernador del Estado de Puebla en 1964. 
Jesús N. Merino Fernández. - Exsecretario de Guerra y Marina.